# Альбисхайм (Пфрим)
Альбисхайм (нем. Albisheim) — община в Германии, в земле Рейнланд-Пфальц.
Входит в состав района Доннерсберг. Подчиняется управлению Гёльхайм. Население составляет 1776 человек (на 31 декабря 2010 года). Занимает площадь 10,74 км².